# Campionati italiani femminili assoluti di atletica leggera 1939
I XVII campionati italiani femminili assoluti di atletica leggera si sono tenuti presso l'Arena Civica di Milano il 30 luglio 1939. Sono stati assegnati dieci titoli in altrettante discipline.
Rispetto alla precedente edizione, tornò in programma la staffetta 4×100 metri. La classifica per società vide trionfare la Venchi Unica Torino con 73 punti, seguito da Filotecnica Milano con 33 punti e Dopolavoro Aziendale Marzotto Valdagno con 27 punti.

## Risultati
| Specialità             | Oro                                                                                 | Prestazione | Argento                                             | Prestazione | Bronzo                                        | Prestazione |
| Corse                  | Corse                                                                               | Corse       | Corse                                               | Corse       | Corse                                         | Corse       |
| ---------------------- | ----------------------------------------------------------------------------------- | ----------- | --------------------------------------------------- | ----------- | --------------------------------------------- | ----------- |
| 100 m                  | Italia Lucchini Venchi Unica Torino                                                 | 12"7        | Maria Alfero Filotecnica Milano                     | 12"8        | Giustin Dopolavoro Pubblico Impiego Trieste   | 13"0        |
| 200 m                  | Rosetta Cattaneo Filotecnica Milano                                                 | 25"7        | Atzori Marzotto Valdagno                            | 26"3        | Di Fede Gioventù italiana del Littorio Napoli | 26"5        |
| 800 m                  | Cleo Balbo Venchi Unica Torino                                                      | 2'28"3      | Beraldi Gioventù italiana del Littorio Modena       | 2'30"8      | Giorda Venchi Unica Torino                    | 2'31"1      |
| 80 m hs                | Claudia Testoni Venchi Unica Torino                                                 | 11"5        | Ondina Valla Gioventù italiana del Littorio Bologna | 11"8        | Comin Dopolavoro Pubblico Impiego Trieste     | 13"0        |
| Staffetta 4×100 m      | Venchi Unica Torino Italia Lucchini Livia Michiels Fernanda Bullano Claudia Testoni | 50"0        | Marzotto Valdagno                                   | 52"0        | Sip Torino                                    | 52"4        |
| Salti                  |                                                                                     |             |                                                     |             |                                               |             |
| Salto in alto          | Elda Franco Sip Torino                                                              | 1,45 m      | Gina Spaggiari Venchi Unica Torino                  | 1,45 m      | Sannazzaro                                    | 1,40 m      |
| Salto in lungo         | Amelia Piccinini Venchi Unica Torino                                                | 5,25 m      | Ondina Valla Gioventù italiana del Littorio Bologna | 5,20 m      | Benzi Società Ginnastica La Patria Carpi      | 5,13 m      |
| Lanci                  |                                                                                     |             |                                                     |             |                                               |             |
| Getto del peso         | Giorgina Grossi Filotecnica Milano                                                  | 11,32 m     | Amelia Piccinini Venchi Unica Torino                | 11,00 m     | Paola Risso Polisportiva Giordana Genova      | 10,79 m     |
| Lancio del disco       | Gabre Gabric Filotecnica Milano                                                     | 39,29 m     | Edera Cordiale Venchi Unica Torino                  | 37,44 m     | Serafina Guidi Venchi Unica Torino            | 34,60 m     |
| Lancio del giavellotto | Edda Ballaben Dopolavoro Pubblico Impiego Trieste                                   | 33,80 m     | Pierina Borsani Venchi Unica Torino                 | 33,01 m     | Chiucchiurlotto Venchi Unica Torino           | 30,17 m     |